# Fakulta elektrotechnická ČVUT
Fakulta elektrotechnická ČVUT (FEL ČVUT)  je jednou z 8 fakult Českého vysokého učení technického v Praze (ČVUT) – nejstarší a nejprestižnější technické univerzity v České republice, jejíž historie sahá až do roku 1707. V roce 1950 vznikla rozdělením stávající Vysoké školy strojního a elektrotechnického inženýrství samostatná Vysoká škola elektrotechnického inženýrství, která dne 1. 11. 1951 na základě vydání nových prováděcích předpisů a tím i nového statutu ČVUT přijala název Fakulta elektrotechnická ČVUT.
V dnešní době se FEL ČVUT skládá ze 17 kateder umístěných ve dvou budovách: v rámci hlavního kampusu ČVUT v Dejvicích a v historické budově na Karlově náměstí. Od roku 1950 FEL ČVUT vydala více než 30 000 diplomů, které byly vždy vysoce hodnoceny jako doklad prvotřídního vzdělání.

## Historie
Elektrotechnická studia měla a mají v českých zemích významnou tradici a od svého počátku v 80. letech 19. století byla organickou součástí Willenbergova staroslavného technického učení pražského, založeného roku 1707 a reformovaného v letech 1803/1806 Františkem Josefem Gerstnerem podle vzoru pařížské École polytechnique.
Vzhledem k rychle rostoucímu světovému významu elektrického proudu ve druhé polovině 19. století studium elektrotechniky nabývalo na důležitosti. Elektrotechnici se postupně stávali jednou z funkčních elit moderní průmyslové společnosti.
Elektrotechnika se na pražské německé technice začala jako samostatný předmět vyučovat v roce 1881. Vysokoškolská výuka elektrotechniky na pražské české technice započala ve školním roce 1884/1885 díky Karlu Václavu Zengerovi nepovinnou tříhodinovou přednáškou a hodinovým cvičením.
V roce 1891 vznikla na pražské české technice stolice (katedra) pro elektrotechniku, zřízená Karlem Domalípem. V září 1906 začal v rámci české techniky v Praze pod vedením Ludvíka Šimka fungovat dobře vybavený Ústav teoretické a experimentální elektrotechniky. V roce 1911 se elektrotechnické inženýrství stalo i v českých zemích samostatným vysokoškolským studijním oborem.
Po vytvoření Československa v roce 1918 nastal další milník. Vládním nařízením ze dne 20. 8. 1920 vzniklo České vysoké učení technické v Praze (ČVUT) se sedmi samostatnými vysokými školami. Jednou z nich byla Vysoká škola strojního a elektrotechnického inženýrství. 
V letech 1919–1938 se na studium elektrotechnického inženýrství hlásilo v průměru kolem tisíce studentů a studentek ročně. Mezi oběma světovými válkami si výuka elektrotechniky na ČVUT v Praze udržovala vysoký evropský standard, podpořený podílem na rozsáhlé mezinárodní spolupráci, především s Francií, Německem, Spojeným královstvím a také s USA. Během 2. světové války byly české vysoké školy uzavřeny a výuka na technice znovu začala 4. 6. 1945. 
Nový pokrokový vysokoškolský zákon z roku 1950 (zákon č. 58/1950 Sb., ze dne 18. května 1950) odstranil autonomii a akademické svobody vysokých škol. Svým úvodním ustanovením umožnil okamžité rozdělení stávající Vysoké školy strojního a elektrotechnického inženýrství na dvě samostatné vysoké školy. Takto byla v Československu vytvořena první vysoká škola zaměřená pouze na elektrotechnické obory. Tato nová Vysoká škola elektrotechnického inženýrství po definování a vytvoření prováděcího předpisu k novému zákonu (Nařízení vlády č. 80/1951 Sb.,), přijala k 1. 11. 1951 název Fakulta elektrotechnická ČVUT v Praze.

## Vedení fakulty
- prof. Mgr. Petr Páta, Ph.D. – děkan
- prof. Ing. Jiří Jakovenko, Ph.D. – proděkan pro magisterské a kombinované studium a pro vnější vztahy, statutární zástupce děkana
- doc. RNDr. Veronika Sobotíková, CSc. – proděkanka pro bakalářské studium
- doc. Ing. Milan Polívka, Ph.D. – proděkan pro doktorské studium a výzkum
- prof. Ing. Jiří Matas, Ph.D. – proděkan pro rozvoj
- Ing. Jan Kočí – proděkan pro informační technologie
- Ing. Igor Mráz – tajemník

## Poslání fakulty
Elektrotechnická fakulta ČVUT vychovává odborníky v oblasti elektrotechniky, energetiky, softwarového inženýrství, sdělovací techniky, robotiky a kybernetiky, automatizace, informatiky a výpočetní techniky. Je také centrem pro vědeckou a výchovnou činnost v uvedených oblastech.

## Studijní programy
FEL ČVUT poskytuje 7 tříletých bakalářských a 7 dvouletých navazujících magisterských studijních programů.  

### Bakalářské studijní programy
- Elektrotechnika, Energetika, Management (EEM)
- Elektronika a komunikace (EK)
- Lékařská elektronika a bioinformatika (BIO)
- Kybernetika a robotika (KYR)
- Otevřená informatika (OI)
- Otevřené elektronické systémy (OES)
- Softwarové inženýrství a technologie (SIT)

### Magisterské studijní programy
- Elektrotechnika, Energetika, Management (EEM)
- Elektronika a komunikace (EK)
- Lékařská elektronika a bioinformatika (BIO)
- Kybernetika a robotika (KYR)
- Otevřená informatika (OI)
- Inteligentní budovy (IB)
- Letectví a kosmonautika (LAK)

## Věda a výzkum
FEL ČVUT se dlouhodobě řadí mezi významné výzkumné instituce v České republice. Podle využívané metodiky FEL ČVUT v posledních letech vytváří stabilně kolem jedné třetiny vědeckého výkonu ČVUT. V roce 2022 FEL ČVUT publikovala 30 % impaktovaných časopiseckých článků a získala 41 % citací celého ČVUT. S uvážením autorských podílů byl podíl fakulty k ČVUT 34 % přepočtených IF publikací a 43 % přepočtených citací.

## Katedry

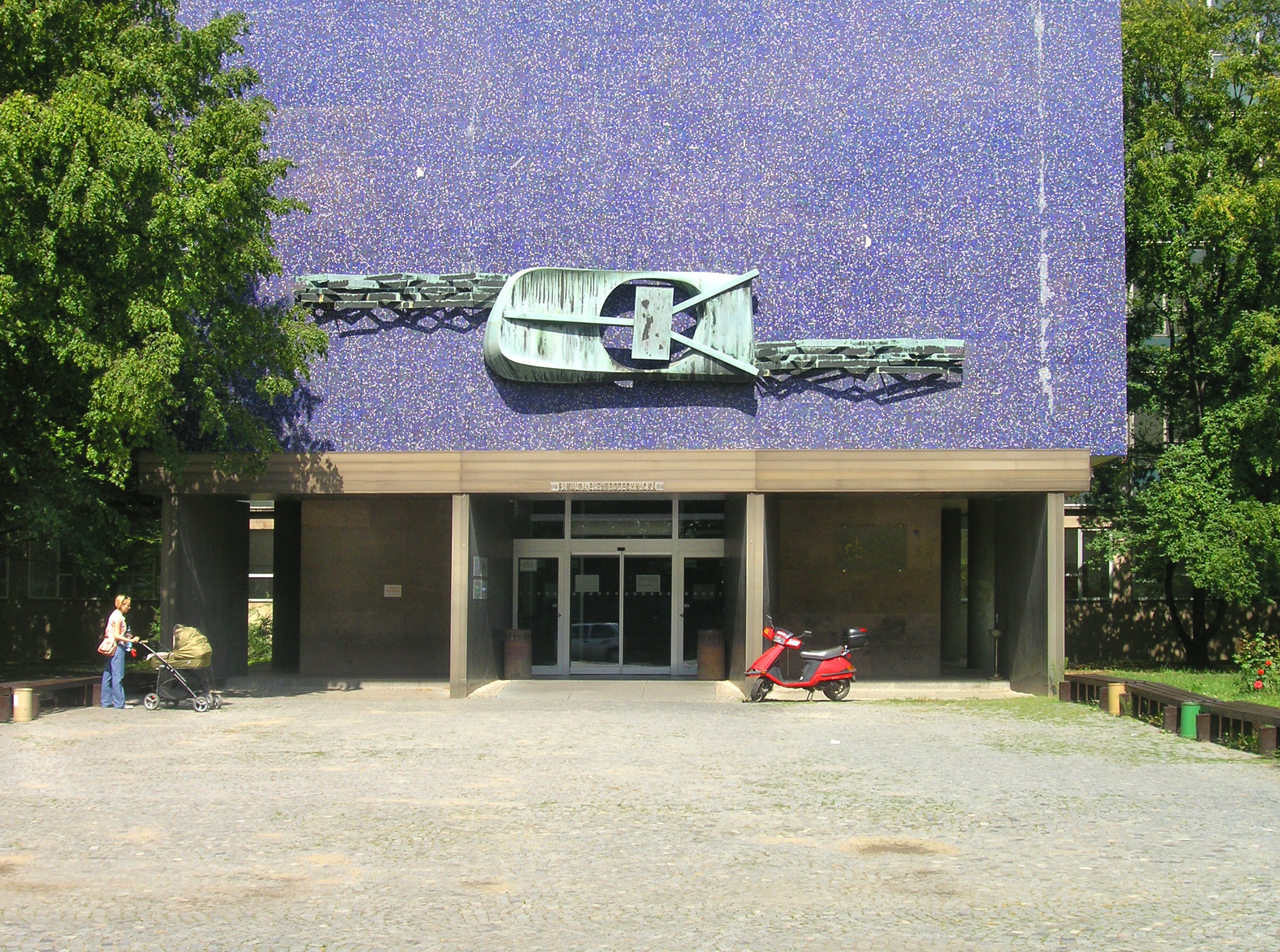
Znak ze začátku 70. let 20. století nad vchodem do budovy fakulty

Výuka i výzkum jsou na fakultě elektrotechnické organizovány katedrami, tj. specializovanými pracovišti. Katedry fakulty mají přidělený alfanumerický kód K131xx, jednoznačný v rámci celé univerzity. Symbol xx představuje dvojciferné číslo, pod kterým katedra vystupuje v rámci fakulty. Toto číslo je součástí kódů vyučovaných předmětů, čímž přispívá k jednoznačnému určení předmětu dle kódu.
K 1. 3. 2023 působilo na fakultě 17 kateder, jedno centrum a jedno středisko. V akademickém roce 2006/2007 zanikla Katedra tělesné výchovy. Výuku tělesné výchovy zajišťuje od akademického roku 2007/2008 Ústav tělesné výchovy a sportu ČVUT (ÚTVS ČVUT).
- Katedra matematiky (K13101)
- Katedra fyziky (K13102)
- Katedra jazyků (K13104)Nasvícení budovy fakulty v barvách Ukrajiny den před útokem Ruska na tento stát

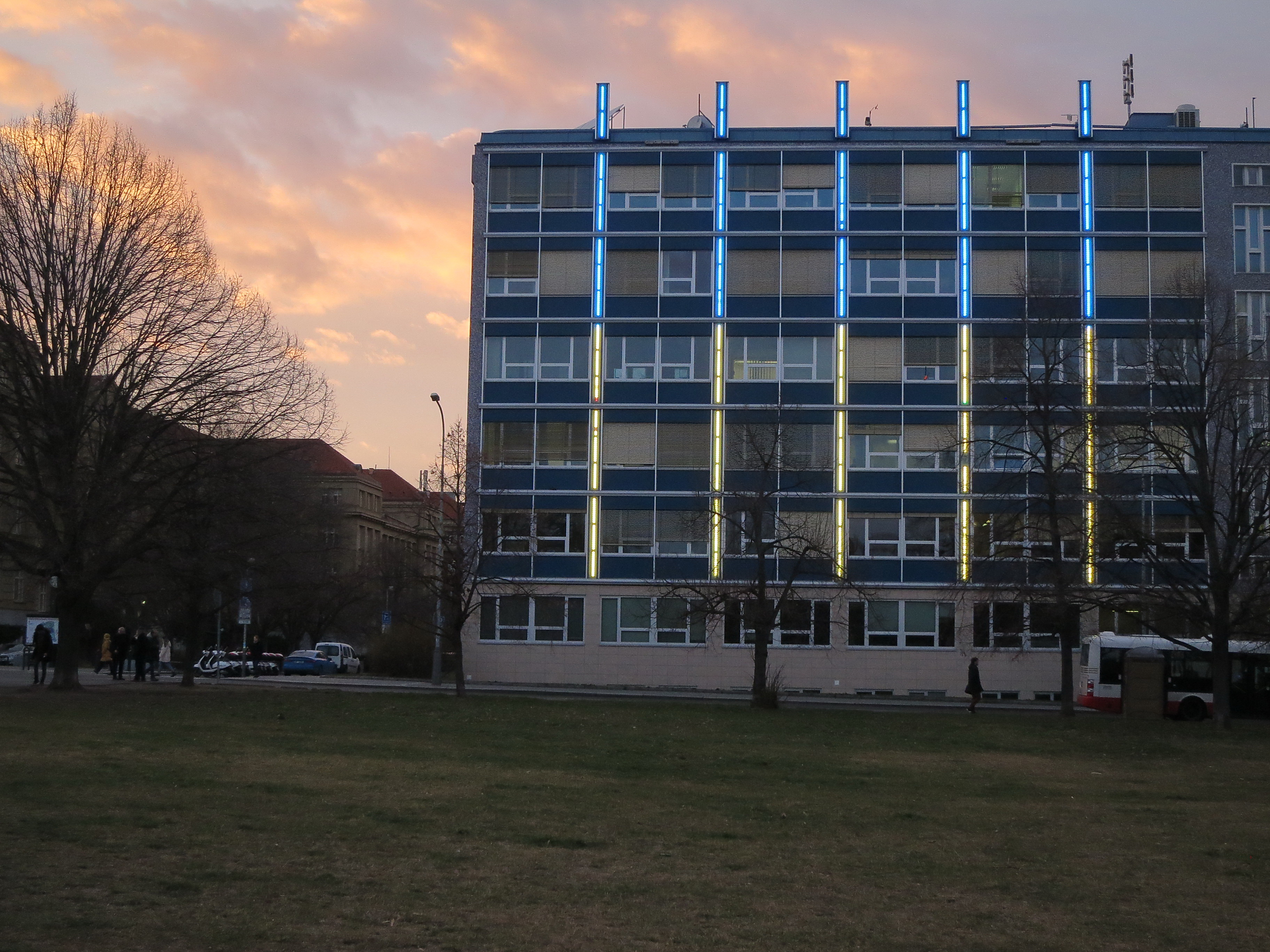
Nasvícení budovy fakulty v barvách Ukrajiny den před útokem Ruska na tento stát

- Katedra elektrotechnologie (K13113)
- Katedra elektrických pohonů a trakce (K13114)
- Katedra elektroenergetiky (K13115)
- Katedra ekonomiky, manažerství a humanitních věd (K13116)
- Katedra elektromagnetického pole (K13117)
- Katedra teorie obvodů (K13131)
- Katedra telekomunikační techniky (K13132)
- Katedra kybernetiky (K13133)
- Katedra mikroelektroniky (K13134)
- Katedra řídicí techniky (K13135)
- Katedra počítačů (K13136)
- Katedra radioelektroniky (K13137)
- Katedra měření (K13138)
- Katedra počítačové grafiky a interakce (K13139) – zřízena v červnu 2008

## Další pracoviště
- Centrum aplikované kybernetiky
- Institut intermédií
- Středisko výpočetní techniky a informatiky
- Centrum znalostního managementu

## Studentská konference POSTER
FEL ČVUT každoročně v květnu pořádá studentskou konferenci POSTER, na které jsou prezentovány výsledky práce studentů a doktorandů. Tato konference je vynikající příležitostí k setkání s aktivními a profesně zdatnými studenty. Zhruba čtvrtina příspěvků je zahraničních.

## Spolek absolventů
Absolventi a absolventky FEL ČVUT se sdružují ve spolku ELEKTRA. Spolek pořádá každoroční srazy absolventů, koncerty a další akce.